# ジェマ・エサリッジ
ジェマ・エサリッジ（Gemma Etheridge、1986年12月1日 - ）は、オーストラリアの女子ラグビー選手。

## プロフィール
- オーストラリア・タムワース出身[1]。
- ポジションはスクラムハーフ(SH)。
- 身長 168cm、体重 65kg

## 略歴
2016年、リオ五輪の7人制女子オーストラリア代表に選ばれて金メダルを獲得。